# Юлісс (Техас)
Юлісс (англ. Euless) — місто (англ. city) в США, в окрузі Таррант штату Техас. Населення — 61 032 особи (2020).

## Географія
Юлісс розташований за координатами 32°50′58″ пн. ш. 97°4′43″ зх. д. / 32.84944° пн. ш. 97.07861° зх. д. (32.849366, -97.078592).  За даними Бюро перепису населення США в 2010 році місто мало площу 42,19 км², з яких 41,99 км² — суходіл та 0,20 км² — водойми.

## Демографія
Згідно з переписом 2010 року, у місті мешкало 51 277 осіб у 21 531 домогосподарстві у складі 12 883 родин. Густота населення становила 1215 осіб/км².  Було 23447 помешкань (556/км²).
Расовий склад населення:
| - 66,0 % — білих - 10,7 % — чорних або афроамериканців - 10,3 % — азіатів - 2,1 % — вихідців з тихоокеанських островів - 0,6 % — корінних американців - 6,5 % — осіб інших рас |

До двох чи більше рас належало 3,7 %. Частка іспаномовних становила 19,0 % від усіх жителів.
За віковим діапазоном населення розподілялося таким чином: 24,0 % — особи молодші 18 років, 68,3 % — особи у віці 18—64 років, 7,7 % — особи у віці 65 років та старші. Медіана віку мешканця становила 34,4 року. На 100 осіб жіночої статі у місті припадало 96,2 чоловіків;  на 100 жінок у віці від 18 років та старших — 93,3 чоловіків також старших 18 років.
Середній дохід на одне домашнє господарство  становив 73 516 доларів США (медіана — 54 974), а середній дохід на одну сім'ю — 84 724 долари (медіана — 65 802). Медіана доходів становила 48 292 долари для чоловіків та 41 757 доларів для жінок. За межею бідності перебувало 12,2 % осіб, у тому числі 18,3 % дітей у віці до 18 років та 6,5 % осіб у віці 65 років та старших.
Цивільне працевлаштоване населення становило 29 398 осіб. Основні галузі зайнятості: освіта, охорона здоров'я та соціальна допомога — 15,9 %, роздрібна торгівля — 13,2 %, транспорт — 12,8 %.